# Charles Previn
Charles Previn (11 de enero de 1888–21 de septiembre de 1973) fue un compositor de bandas sonoras cinematográficas, director de orquesta y arreglista de nacionalidad estadounidense. Muy activo en la productora Universal Studios en los años 1940 y 1950, antes de trabajar en Hollywood, Previn había colaborado en la banda musical de más de 100 producciones representadas en el circuito de Broadway.

## Biografía

### Inicios
Nacido en el barrio de Brooklyn, en la ciudad de Nueva York, sus padres eran Morris Previn (diciembre de 1860, Rusia–16 de agosto de 1929, Brooklyn), rabino en Brooklyn, y Henrietta Previn (septiembre de 1859, Alemania–septiembre de 1948 Nueva York). Previn tuvo varios hermanos: Rosie (diciembre de 1882, Alemania–mayo de 1948, Nueva York), Leo (3 de agosto de 1884, Grudziądz, en la actual Polonia–febrero de 1954, Nueva York), Arthur Gerald (14 de febrero de 1886, Alemania–julio de 1969, Falls Church, Virginia), Bessie (octubre de 1892, Nueva York), Jules (23 de julio de 1894, Connecticut–enero de 1976, Virginia), William Oliver (19 de junio de 1896, Nueva York–16 de agosto de 1978, Washington D. C.) y Stanley S. (3 de agosto de 1899–noviembre de 1973, Los Ángeles).
Graduado en la Brooklyn High School, obtuvo un título de grado en la Universidad Cornell en 1910, consiguiendo más adelante una maestría en el New York College of Music. Se inició como músico y director de orquesta en diferentes espectáculos de variedades y musicales representados en el circuito de Broadway.

### Carrera profesional
Entre 1936 y 1944, Previn fue director musical de Universal Studios, supervisando desde películas de horror hasta cintas de fantasía como Arabian Nights. En total trabajó en más de 225 filmes, entre ellos la mayor parte de los interpretados por Deanna Durbin.
A continuación se resumen los principales hitos de su carrera artística:
- Director de la St. Louis Municipal Opera[2][3]
- Director de orquesta en 1930 en la producción de la NBC Camel Pleasure Hour, en la cual actuaba el cornetista Bix Beiderbecke
- Director en la serie radiofónica de la Silken Strings desde 1934 a 1936
- A partir de 1944 Previn empezó a trabajar para otros estudios aparte de Universal
- Desde 1945 a 1947 Previn sucedió a Ernö Rapée como director de la Radio City Music Hall Symphony
- En 1947 volvió a Hollywood, trabajando para Eagle-Lion Films y MGM
- Fue recompensado en 1947 por el Ithaca Conservatory of Music con un doctorado honorario

Fue tío abuelo de los hermanos André Previn, compositor, pianista y director, y Steve Previn, director televisivo y cinematográfico.
Retirado en el año 1953, Charles Previn falleció en Los Ángeles, California, en 1973, a los 85 años de edad.

## Premios y distinciones
Premios Óscar
| Año  | Categoría                                  | Película                   | Resultado |
| ---- | ------------------------------------------ | -------------------------- | --------- |
| 1938 | Mejor orquestación                         | One Hundred Men and a Girl | Ganador   |
| 1939 | Mejor orquestación                         | Mentirosilla               | Nominado  |
| 1940 | Mejor orquestación                         | First Love                 | Nominado  |
| 1941 | Mejor orquestación                         | Princesita                 | Nominado  |
| 1942 | Mejor orquestación                         | Buck Privates              | Nominado  |
| 1943 | Mejor banda sonora de una película musical | Casi un ángel              | Nominado  |
| 1945 | Mejor orquestación de una película musical | Song of the Open Road      | Nominado  |

## Selección de su filmografía
- 1936 : Four Days' Wonder, de Sidney Salkow
- 1936 : The Man I Marry, de Ralph Murphy
- 1936 : My Man Godfrey, de Gregory La Cava
- 1936 : Parole!, de Lew Landers
- 1937 : Prescription for Romance, de S. Sylvan Simon
- 1937 : One Hundred Men and a Girl, de Henry Koster
- 1937 : The Mighty Treve, de Lewis D. Collins
- 1938 : Youth Takes a Fling, de Archie Mayo
- 1938 : he Rage of Paris, de Henry Koster
- 1938 : Wives Under Suspicion, de James Whale
- 1938 : Goodbye Broadway, de Ray McCarey
- 1938 : State Police, de John Rawlins
- 1938 : Mad About Music, de Norman Taurog
- 1938 : Forbidden Valley, de Wyndham Gittens
- 1939 : First Love, de Henry Koster
- 1939 : The Phantom Creeps, de Ford Beebe y Saul A. Goodkind
- 1939 : Hero for a Day, de Harold Young
- 1939 : For Love or Money, de Albert S. Rogell
- 1939 : Scouts to the Rescue, de Alan James y Ray Taylor
- 1940 : Spring Parade, de Henry Koster
- 1941 : Buck Privates, de Arthur Lubin
- 1941 : In the Navy, de Arthur Lubin
- 1941 : Keep 'Em Flying, de Arthur Lubin
- 1941 : El hombre lobo, de George Waggner
- 1941 : Never Give a Sucker an Even Break, de Edward F. Cline
- 1942 : It Started with Eve, de Henry Koster
- 1942 : Pardon My Sarong, de Erle C. Kenton
- 1942 : Who Done It?, de Erle C. Kenton
- 1942 : Get Hep to Love, de Charles Lamont
- 1943 : Rhythm of the Islands, de Roy William Neill
- 1934 : Hi, Buddy, de Harold Young
- 1944 : Song of the Open Road, de S. Sylvan Simon
- 1949 : That Midnight Kiss, de Norman Taurog